# 㭴保山
㭴保山（日语：／）是库页岛的山，属萨哈林州马卡罗夫区，旧属桦太厅元泊郡元泊村，海拔约180米，被誉为乡土富士之一。